# Podmiot czynności twórczych
Podmiot czynności twórczych – zewnątrz tekstowy nadawca utworu, specyficzna rola autora, w którą wchodzi w trakcie procesu twórczego. Jest dysponentem i użytkownikiem reguł literackich, sytuuje się wobec języka, konwencji, tradycji literackich itp. Jego cechy implikowane są wyłącznie przez organizację utworu.